# Dun Suladale
Der Broch Dun Suladale (auch Suledale) liegt auf einem Hügel beim Weiler Suledale, südlich der A850 (der Dunvegan-Portree Road), bei Edinbane im Nordwesten der Isle of Skye, in Schottland.
Der 2015 umfassend untersuchte, gut erhaltene Broch ist von einer zu einem niedrigen, grasbedeckten, steinigen Wall reduzierten Mauer umgeben, die dem Hügelrand folgt. Um den Hügel liegen kleine subrechteckige und subovale Strukturen als Reste einer Siedlung. Der von vier Sturzsteinen bedeckte Zugang liegt im Nordwesten. Er hat an der Seite eine ovale Wächterzelle (englisch guard-cell). Obwohl Schutt die Interpretation verhindert, scheint der Gang mindestens 2,0 m hoch gewesen zu sein, was ungewöhnlich hoch ist. Im Gang sind keine Riegellöcher oder Türanschläge zu sehen.
Die bis zu 3,7 m breite Brochwand hat einen Innendurchmesser von etwa 14 Metern und eine Resthöhe bis zu 2,4 m. Wo sie nicht von Schutt bedeckt ist, sind die großen, in Reihen verlegten Steinblöcke, deren Lücken mit kleinen Steinen gefüllt sind, zu sehen. Die Innenseite der Brochwand ist ähnlich aufgebaut wie die Außenseite und wird durch intramurale Nischen unterbrochen. Im Südwesten befindet sich eine subrechteckige Nische. Etwa gegenüber dem Zugang befindet sich der Zugang zu einer mit Trümmern gefüllten Nische. Ihr Inneres ist ein gekrümmter Raum, der eine Reihe von Stufen enthält, die zur oberen Brochebene führten, deren Höhe unbekannt ist. Der Zugang einer weiteren ovalen Kammer wird von Trümmern blockiert.
Wandreste im Inneren sind Hinweise auf eine sekundäre Nutzung. Es ist üblich, Hinweise auf die Wiederverwendung von Brochs zu finden, möglicherweise weil sie an exquisiten Standorten platziert wurden und Steinmaterial für einen Umbau verfügbar war.
1948 übergab Edward Hilleary dem britischen Museum einige Gegenstände, die offenbar in der Nähe von Dun Suledale gefunden wurden. Darunter war ein Spiralring aus einer Kupferlegierung aus dünnen Streifen, der vier Spulen bildet und sich an den Enden verjüngt.